# Dan Berindei
Dan Berindei (* 3. November 1923 in Bukarest; † 23. Dezember 2021 ebenda) war ein rumänischer Historiker und Publizist.

## Leben
Berindei studierte Geschichte und Philosophie an der Universität Bukarest. Nach dem ersten Abschluss 1945 war er von 1946 bis 1990 wissenschaftlicher Mitarbeiter verschiedener Forschungsinstitute. 1969 promovierte er zum Doktor der Geschichte mit einer Arbeit über die Geschichte von Bukarest von 1459 bis 1861. An der Fakultät für Geschichtswissenschaft der Universität Bukarest lehrte Berindei seit seinem Eintritt in den Ruhestand 1990. Zwei Jahre später wurde er Mitglied der Rumänischen Akademie, deren Vizepräsident er ab 2006 war. Im Jahr 1996 wurde er Präsident des Nationalen Komitees der Historiker. Berindei hat über 50 Bücher und 500 wissenschaftliche Arbeiten veröffentlicht. Seit 1994 war er Mitglied der Europäischen Akademie der Wissenschaften und Künste in Salzburg, seit 1996  Ausländisches Mitglied der Krakauer Akademie PAU. Der Südosteuropa-Gesellschaft in München gehörte er seit 1988 an.

## Publikationen
- Nicolae Balcescu. Meridiane, Bukarest 1966.
- als Herausgeber mit Wolfgang Gesemann, Alfred Hoffmann, Walter Leitsch, Albrecht Timm, Sergeij Vilfan: Der Bauer Mittel- und Osteuropas im sozioökonomischen Wandel des 18. und 19. Jahrhunderts. Beiträge zu seiner Lage und deren Widerspiegelung in der zeitgenössischen Publizistik und Literatur (= Studien zur Geschichte der Kulturbeziehungen in Mittel- und Osteuropa. (2)). Böhlau, Köln u. a. 1973, ISBN 3-412-01574-1.
- Unabhängiges Rumänien. 1877. Aus dem Rumänischen von Adolf Armbruster. Meridiane, Bukarest 1976.
- mit Sebastian Bonifaciu: Bukarest. Touristischer Reiseführer. Editura Sport-Turism, Bukarest 1979.